# Jaufré de Pons
Jaufré de Pons (s. XIII) fou un trobador occità. Se'n conserven només dues composicions.

## Vida i obra
La breu vida és un text que ens informa sobre Rainaut de Pons i Jaufré conjuntament. I ens diu que Jaufré era un cavaller del castell de Pons, a Saintonge, a la marca del Peitieu, amb qui Rainaut de Pons havia fet tençons. Efectivament, de Jaufré es conserva un partimen amb Rainaut de Pons (que Riquer data del primer quart del segle xiii) i també una tençó amb Guiraut Riquier (vers 1270?). De totes maneres, amb aquestes dates relativament allunyades, s'ha especulat que es podria tractar de dos autors diferents, ja que Jaufré és un nom freqüent entre els senyors de Pons.

### Partimenitençó
- (261,1 = 414,1)[3] Seigner Jaufre, respondetz mi si·us platz (partimen amb Rainaut de Pons)
- (261,1a = 248,40) Guiraut Riquier, diatz me (tençó amb Guiraut Riquier)

### Repertoris
- Guido Favati (editor), Le biografie trovadoriche, testi provenzali dei secc. XIII e XIV, Bologna, Palmaverde, 1961, pàg. 332
- Martí de Riquer, Vidas y retratos de trovadores. Textos y miniaturas del siglo XIII, Barcelona, Círculo de Lectores, 1995 p. 109 [Reproducció de la vida, amb traducció a l'espanyol]
- Jean Boutière / Alexander H. Schutz (editors), Biographies des troubadours : textes provençaux des XIIIe et XIVe siècle, París, Nizet, 1950, 1964, p.308
- Alfred Pillet / Henry Carstens, Bibliographie der Troubadours von Dr. Alfred Pillet […] ergänzt, weitergeführt und herausgegeben von Dr. Henry Carstens. Halle : Niemeyer, 1933 [Jaufré de Pons és el número PC 261]